# Margarete Bardo
Margarete Bardo (* 31. Mai 1916 in Nancy; † 17. April 2000 in Saarbrücken) war eine Gastwirtin, die mit ihrer 1961 eröffneten Bar Madame homosexuellen Menschen zu einer Zeit Schutz bot, als diese nach Paragraf § 175 STGB strafrechtlich verfolgt und kriminalisiert wurden. Sie galt als Vorkämpferin für die Ehe für alle und wurde 1998 mit dem Saarländischen Verdienstorden ausgezeichnet.

## Leben und Wirken

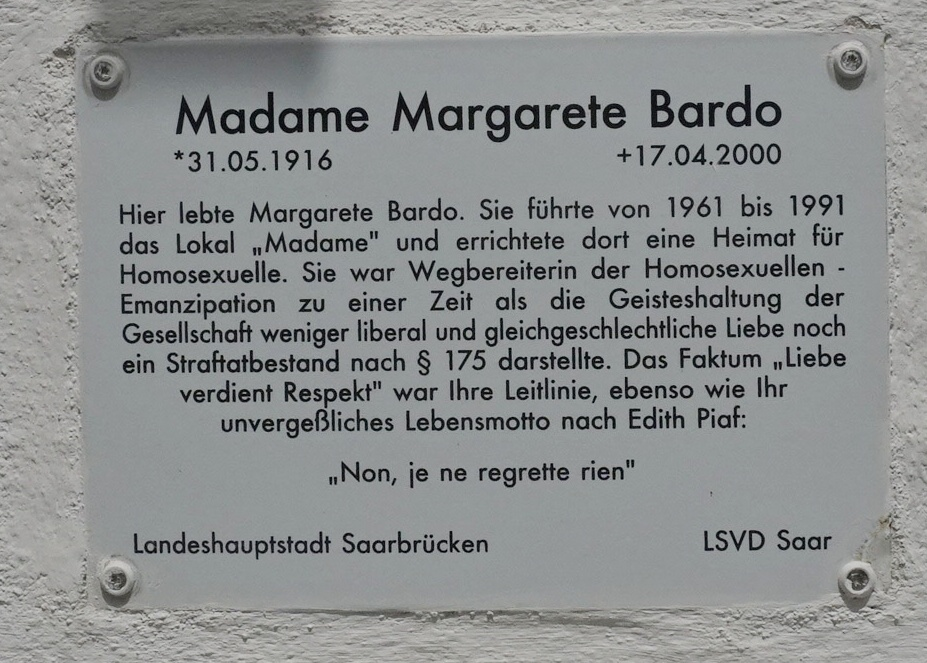
Gedenktafel am Gebäude der ehemaligen Bar Madame in Saarbrücken

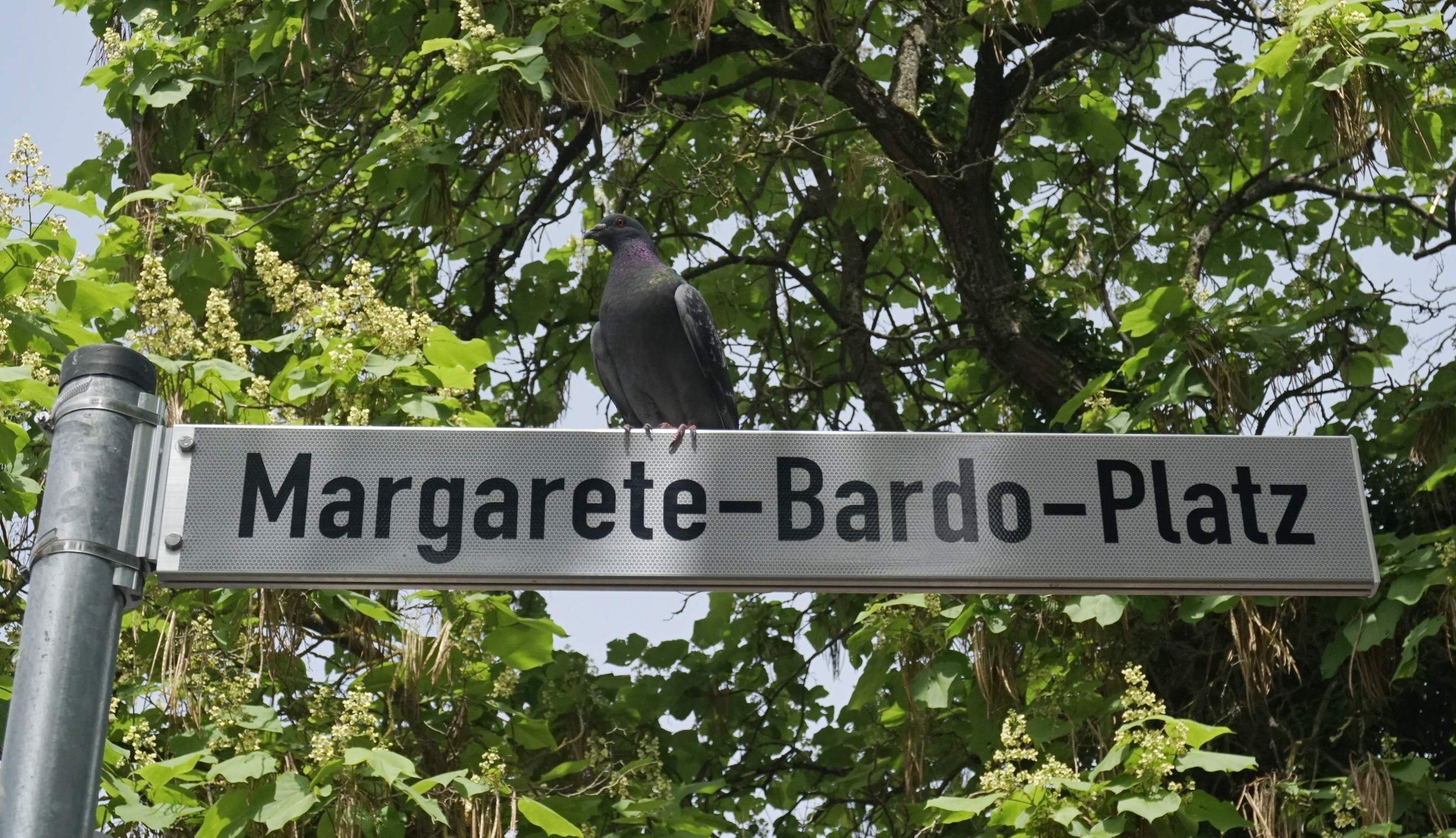
Margarete-Bardo-Platz in Saarlouis

Margarete Bardo wurde in ein musikalisches Elternhaus geboren. Mit 16 Jahren heiratete sie gegen den Willen der Eltern einen Mann und bekam eine Tochter. Nach der Scheidung arbeitete sie einige Jahre lang in Krankenhäusern, um den Lebensunterhalt für sich und ihre Tochter zu verdienen. 1949 folgte der Umzug an die Saar, wo sie ab Anfang der 1950er-Jahre in Saarlouis das Gasthaus Lothringer Hof eröffnete und bis 1961 als Gastronomin führte.
1961 eröffnete sie in Saarbrücken die Bar Madame, im selben Jahr wurden in der BRD mehr als 3000 Männer wegen Verstöße gegen den Paragraf § 175 STGB (Verbot von homosexuellen Handlungen) verurteilt. Das Sublokal in der Mainzer Straße 4 wurde zum Treffpunkt von Schwulen, Lesben, Huren, Künstlerinnen und Künstlern. Bardo, von ihren Gästen Madame genannt, bot ihnen neben Geborgenheit auch Schutz vor gewalttätigen Übergriffen. 30 Jahre lang führte Margarete Bardo die Madame und setzte sich zeitlebens für die Rechte und die Gleichberechtigung von Homosexuellen ein.
Ihr Lebensmotto, das sie regelmäßig resümierte, stammte aus, einem Chanson von Edith Piaf: Non, je ne regrette rien! (Nein, ich bereue nichts!). Als Bardo 1991 in den Ruhestand ging, wurde die Madame von verschiedenen Pächtern noch etliche Jahre weiterbetrieben.
1998 wurde Margarete Bardo der Saarländische Verdienstorden für ihren Einsatz für Schwule und Lesben verliehen. Madame Bardo starb im Jahr 2000 in Saarbrücken. Noch im selben Jahr wurde am Haus der früheren Madame eine Gedenktafel enthüllt, die an ihr unermüdliches Einstehen für Toleranz erinnert. Die Initiative für eine Gedenktafel für Madame Bardo wurde vom Lesben- und Schwulenverband, LSVD Saar, organisiert.
Am 18. Juni 2022 wurde durch die Frauenbeauftragte und der Initiative des Frauenbeirats der Stadt Saarlouis ein Platz in der Weißkreuzstraße nach Margarete Bardo benannt. Die Vorsitzende des LSVD Saar, Irene Portugall hielt die Laudatio für Margarete Bardo zur Einweihung des Platzes.